# Бахромчатолепестник лучистый
Бахромчатолепестник лучистый или звездчатка лучистая (лат. Stellaria radians) — травянистое растение рода Бахромчатолепестник (Stellaria) семейства Гвоздиковых (Caryophyllaceae).

## Описание
Травянистый многолетник, опушённый с ползучим корневищем.
Стебли прямостоячие или восходящие, четырёхгранные, 40—60 см высотой, в основании ветвистые, густоопушённые.
Листья супротивные, от продолговато-ланцетных до яйцевидно-ланцетных, 3—12 × 1,5—2,5 см, с обеих сторон полосовидные, средняя жилка приподнята абаксиально, основание сужено в короткий черешок, верхушка заострённая.
Цветки в числе 3—20 собраны в крупные верхушечные дихазии. Прицветники ланцетные, травянистые, густо-ланцетные. Цветоножка 1—3 см, густо опушённая, после цветения отвислая. Чашелистики продолговато-яйцевидные или узкояйцевидные, 6—8 × 2—2,5 мм, снаружи густополосчатые. Лепестков 5, широко обратнояйцевидно-клиновидные, 8—10 мм длиной, 5—7-расщеплённые до середины или снизу; лопасти почти линейные, то есть лепестки бахромчато надрезанные в 1,5—2 раза длиннее чашелистников. Тычинок 10, короче лепестков. Завязь широкоэллипсовидно-яйцевидная; стили 3, линейные. Пыльники бледные.
Коробочка яйцевидная, немного длиннее стойких чашелистиков, 6-створчатая.
Семена в числе 2—5, чёрно-коричневые, почковидные, слегка сжатые, ямчатые. Длиной 2 мм.
Цветение — июнь — август, плодоношение — июль — сентябрь.

## Ареал
Растёт на сырых лугах, песчаных и галечниковых отмелях в долинах рек, по окраинам болот, на холмах, покрытых кустарником, опушках леса, под пологом леса и кустарников в островных и пойменных лесах, по обочинам дорог. На высоте 300—500 метров над уровнем моря
Аборигенный вид для азиатской части России (Амурская область, Бурятия, Читинская область, Иркутская область, Камчатка, Хабаровский край, Красноярский край, Магаданская область, Приморский край, Сахалинская область (Курильские острова), Якутия), Китая (Хэбэй, Хэйлунцзян, Цзилинь, Ляонин, Внутренняя Монголия, Маньчжурия), Японии, Кореи, Монголии.
Встречается на Чукотке, в основном, в бассейне р. Анадырь и в Магаданской области в устье рек Коркодон, Ороёк и по р. Поповка. На Камчатке максимально произрастает в её материковой части, но встречается повсеместно, а также в других районах Дальнего Востока, в Восточной Сибири.

## Применение
Сорное растение на рисовых полях.
В доказательной медицине не используется. В народной медицине применяли при поносах и для припарок при болях в суставах.
Молодые побеги, листья весной и в начале лета используются как овощная зелень в супы, салаты или другие блюда. По вкусовым качествам звездчатка лучистая не уступает мокричнику. Поэтому, из неё можно готовить те же блюда, что и из звездчатки средней.